# Völkerkundemuseum der Universität Zürich

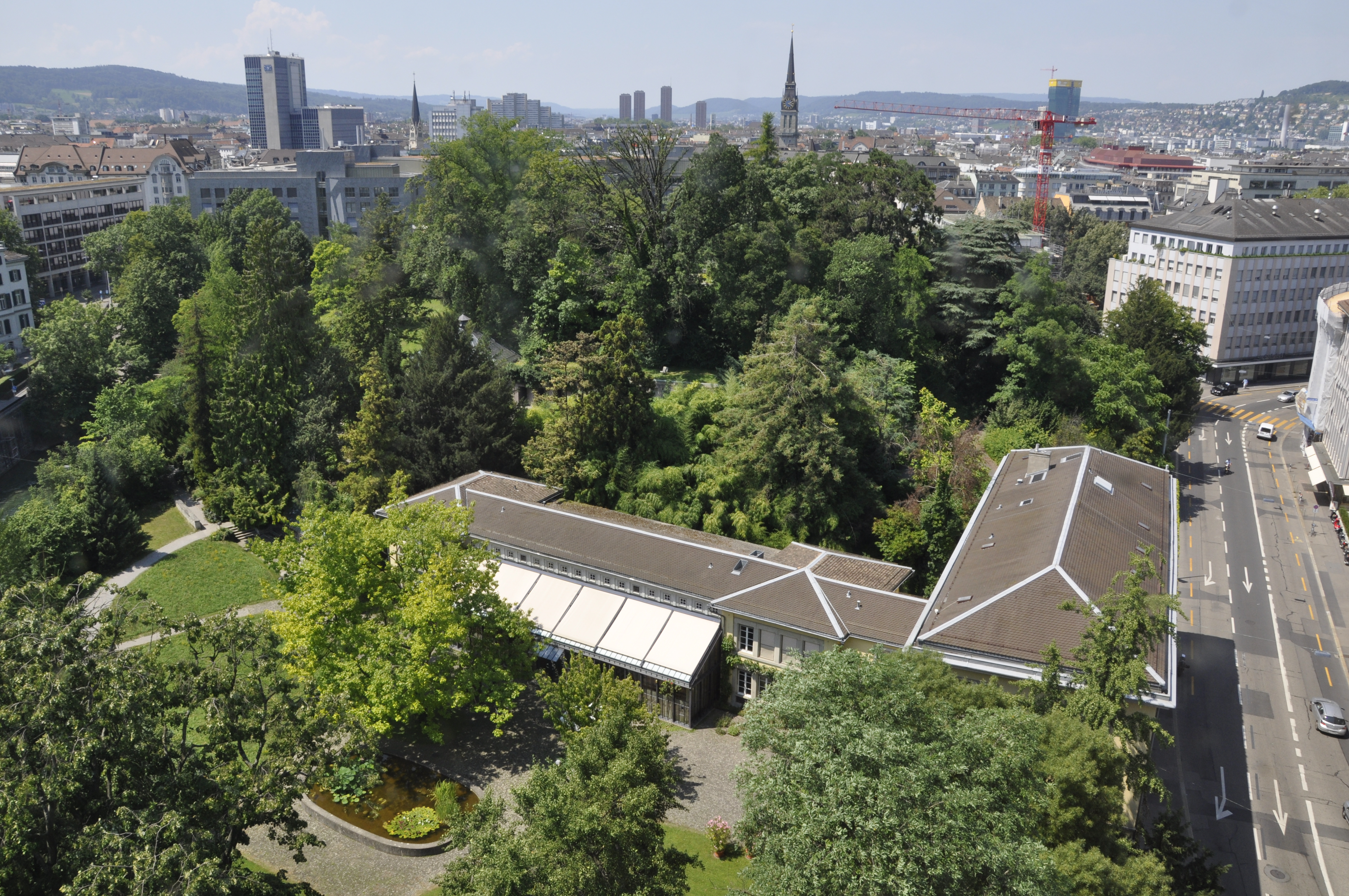
Sicht vom benachbarten Haus zur Schanze

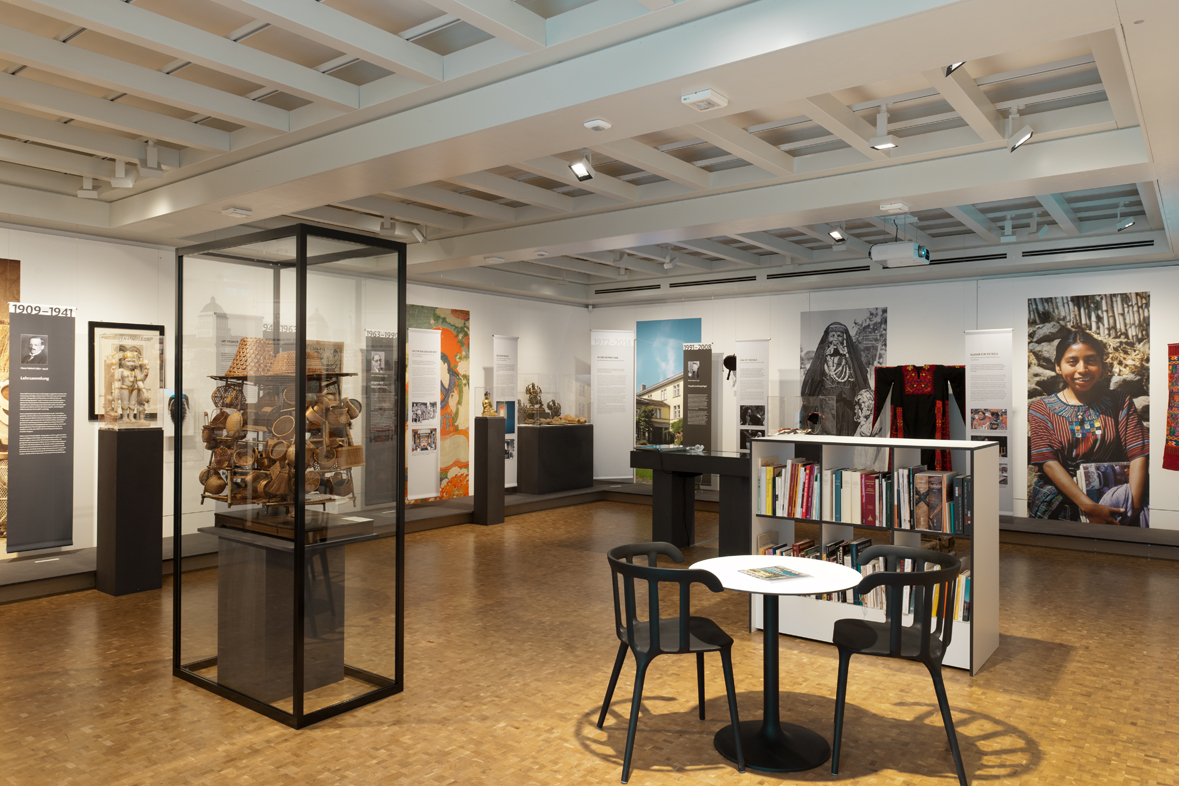
Einblick in einen Ausstellungsaal

Das Völkerkundemuseum der Universität Zürich ist das drittälteste ethnologische Museum der Schweiz. Seit 1914 gehören seine Sammlungen zur Universität Zürich. Sammlungsbetreuung, Forschung, Lehre und Öffentlichkeitsarbeit (Ausstellen, Publizieren, Durchführen von Veranstaltungen) sind die hauptsächlichen Tätigkeitsbereiche, die am Völkerkundemuseum gepflegt werden.

## Lage und Gebäude
Das Völkerkundemuseum befindet sich in Zürich (Quartier City, Kreis 1) auf dem Gelände des alten Botanischen Gartens «zur Katz».

Der aus dem Jahr 1864 stammende Bau wurde mehrmals auf- und angebaut. Er diente der Universität Zürich bis 1977 als Sammlungsgebäude, Gewächshaus und Direktionsetage des Botanischen Institutes, wovon noch Elemente wie die Bibliothek den Gewächshaus-Charakter bewahren. Den Umbau bis 1980 zum Völkerkundemuseum bewerkstelligten die Architekten Hubacher, Issler und Partner, Zürich; neuere Anpassungen nahmen 2014 die Architekten Diethelm, St. Gallen, vor. Heute umfasst der Komplex Depoträumlichkeiten, Foto-, Grafik- und Restaurierungsateliers, Archivräume, Bibliothek, Bürotrakt, Seminarraum, Hörsaal (der auch als Veranstaltungsort dient), Empfang und drei Ausstellungsräume von insgesamt knapp 700 m² Ausstellungsfläche.

## Geschichte
1887 brachte Hans Schinz seine botanische und ethnographische Sammlung nach Zürich. Im Jahr 1889 wurde die Zürcher Ethnographische Sammlung im alten Börsengebäude an der Ecke Talstrasse/Börsenstrasse erstmals dem Publikum zugänglich gemacht. Zunächst privat durch die Ethnographische Gesellschaft Zürich (seit 1899 Geographisch-Ethnographische Gesellschaft Zürich, GEGZ) geführt, wurde schon bald der Anschluss an die Universität gesucht, welcher Ende 1913 bewilligt und bis Ende 1916 mit dem Einzug ins neue Hauptgebäude der Universität Zürich vollzogen wurde. Die universitäre Sammlung war bis 1979 im 2. Stock des Universitätsgebäudes zugänglich. Bereits 1972 wechselte die «Sammlung für Völkerkunde» im Zuge der Etablierung des Faches Ethnologie in Zürich von der Naturwissenschaftlichen zur Philosophischen Fakultät und wurde in «Völkerkundemuseum der Universität Zürich» umbenannt. Im Jahr 1980 fand der Umzug zum neuen Standort, dem Alten Botanischen Garten, statt.
Direktionszeiten:
- 1888–1899: Otto Stoll (1849–1922)
- 1899–1911: Rudolf Martin (1864–1925)
- 1911–1941: Hans J. Wehrli (1871–1945)
- 1941–1963: Alfred Steinmann (1892–1974)
- 1963–1990: Karl H. Henking (1923–2005)
- 1991–2008: Michael Oppitz (* 1942)
- 2008–2025: Mareile Flitsch (* 1960)

## Sammlung
Die in Form von Wechselausstellungen zugänglich gemachte Sammlung umfasst derzeit mehr als 40’000 Gegenstände aus verschiedenen Sachgebieten. Schwerpunkte bilden materielle Zeugnisse aus dem religiösen Kontext (Ritualgeräte und Ikonografie des Hinduismus, des Buddhismus, des Christentums und des Islam und verschiedener ethnischer Religionen in Asien, Indonesien, Australien, Ozeanien, Amerika und Afrika) und Objekte, welche ein spezielles Herstellungs- und Gebrauchswissen in sich bewahren (Textilien, Flechtwerk, Keramik, Holzschnitzerei, Schmiede- und Metallguss-Objekte).

Geographische Sammlungsschwerpunkte sind
- Afrika: West- und Zentralafrika, Äthiopien
- Asien: Himalayaländer, insbesondere China (inklusive Tibet), Indien (inklusive Nordostindien) und Südostasien mit Schwerpunkt Indonesien
- Ozeanien mit Schwerpunkt Melanesien
- Australien
- Südamerika: Amazonien und Andengebiete sowie Teile von Mesoamerika
- Nordamerika: Great Plains
- Polargebiete

Das Museum beherbergt auch eine Sammlung für visuelle Anthropologie mit rund 40'000 historischen Fotografien, ein Video- und Filmarchiv mit ca. 2400 Titeln, ein Tonarchiv, das den Grossteil der Tonträgersammlung des ehemaligen Musikethnologischen Archivs der Universität Zürich übernehmen konnte, und ein die Sammlungen und das Haus betreffendes Schriftenarchiv.

## Ausstellungen
Jährlich werden am Völkerkundemuseum der Universität Zürich drei bis vier Wechselausstellungen eröffnet, wovon einige hier erwähnt seien:
- Kali – Visionen der Schwarzen Mutter (1993/94), Kuratorin: Cornelia Vogelsanger
- Afrikanische Kunst aus der Sammlung Han Coray 1916–1928 (1995/96)
- Naxi – Dinge. Mythen. Piktogramme (1997/98)
- Beduinen im Negev – Vom Zelt ins Haus (1998/99)
- Exotische Währungen (2000)
- Gestickte Gebete – aus dem Hazarajat, Afghanistan (2000)
- Traumwelt Tibet – Westliche und chinesische Trugbilder (2000/01)
- Der Mond als Schuh. Zeichnungen der San (2002/03)
- Tigermenschen – Zur Tigerwandlung der Khasi in Nordostindien (2003)
- aufrecht, biegsam, leer – Bambus im alten Japan (2003/04)
- Gefässe für das Heilige – Indische Gegenstände reden von Religion (2004)
- Prunk und Pracht am Hofe Menileks (2004/05)
- Maya-Textilien aus Guatemala – ‚Kleider für die Seele’ (2006/07)
- Trommeln der Schamanen (2007/08)
- Naga – Schmuck und Asche (2008/09)
- Abgedreht! China töpfert bodennah (2010/11)
- Aufschlussreiches Borneo (2011)
- Trinkkultur – Kultgetränk. Milch, Maniokbier, Kawa, Palmwein, Tee, Reisbier (2014/15)
- Begegnung – Spur – Karte: Die Expeditions-Sammlungen von Heinrich Harrer (2018/19)
- Karte – Spur – Begegnung: Die Tibet-Sammlungen von Heinrich Harrer und Peter Aufschnaiter (2018/19)
- Ohne Honig hast du nichts zu essen. Über das Bienenwissen von Ayoréode im Gran Chaco, Südamerika (2020–2022)
- Lorenz Löffler verbunden: Annäherungen an das Werk des Zürcher Ethnologen (2021/2022)
- VielFalt – Textiles Wissen von Miao-Frauen in Südwest-China (2021–2023)
- Hochzeitsreise? 5 Fragen an die 'Sammlung Hans Paasche' aus Ostafrika (2022–2024)
- Plünderware? 5 Fragen an Objekte aus China am Ende der Kaiserzeit (2023/2024)
- Benin verpflichtet. Wie mit geraubten Königsschätzen umgehen? (2024/2025)
- Von Ginseng träumen – Scherenschnitt-Geschichten von Hou Yumei (2024/2025)

## Bibliothek

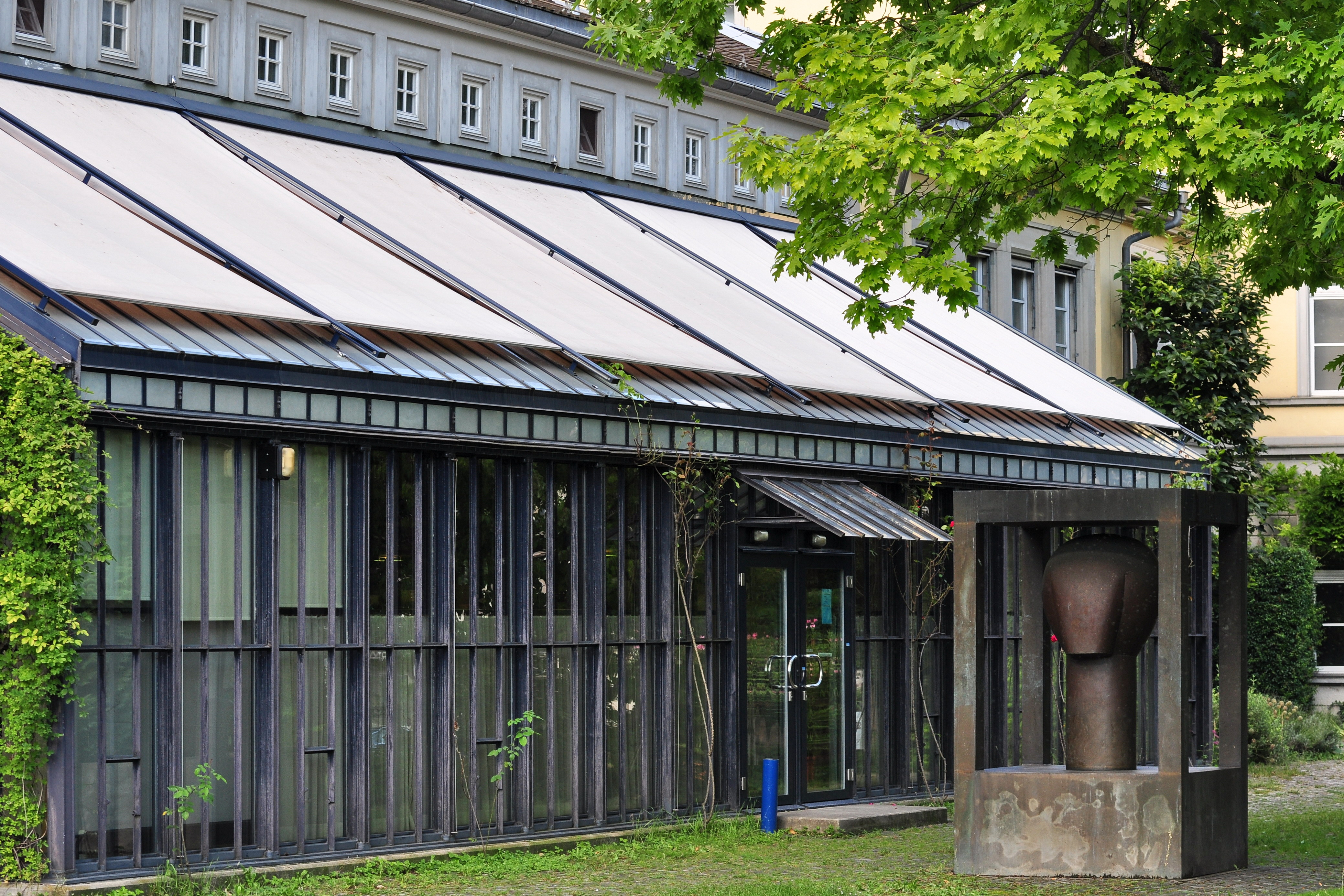
Alter Botanischer Garten «zur Katz» mit Skulptur von Otto Müller, Fassade des Völkerkundemuseums Zürich

In der ethnographischen Fachbibliothek sind derzeit über 35'000 Werke, mehrere Dutzend Fachzeitschriften und Nachschlagewerke vorhanden. Die Titel sind online abrufbar, und die Bücher (abgesehen von einigen Rara) können nachhause ausgeliehen werden. Ein Lesesaal mit 20 Arbeitsplätzen steht für Lesende und Studierende zur Verfügung. Die Rara und die nicht ausleihbaren Video- und Filmdokumente können hier eingesehen werden.